# Mauke
Mauke es una de las Islas Cook, archipiélago libre  en el Océano Pacífico asociado a Nueva Zelanda. Posee una población de 300 habitantes.

## Geografía
Mauke tiene la mitad de extensión en circunferencia que Rarotonga. Su costa se extiende 18 kilómetros mientras que la de Rarotonga asciende a 32 km. La topografía de Mauke es distinta a la de su hermana mayor, ya que consiste en una placa volcánica central con alturas de hasta 30 metros y se encuentra rodeado como las demás islas por una barrera de arrecife fosilizado. No hay ríos por lo que el agua de lluvia se concentra en pozas similares a las que existen en la isla de Mangaia. Entre la isla y el arrecife se encuentra una laguna estrecha, pero desde allí se puede observar batir incesante de las olas chocando contra el arrecife.
El área centro sur de Mauke da una sensación de ser un paisaje rural europeo, si no fuera por los cocoteros. La antigua pista de aterrizaje del interior se recorvirtió en una carretera.	
No hay carreteras pavimentadas, están cubiertas por arena coralina, tal y como estaban las de Rarotonga en los años 50, antes de la llegada de turistas extranjeros. De la misma forma que en Aitutaki, en Mauke no hay perros, aunque sí hay cerdos salvajes en número abundante. 	

## Historia
Mauke tiene importantes huellas prehistóricas. Existen 11 lugares denominados 'marae'. Esta palabra tiene un significado distinto en Nueva Zelanda. En Mauke se refiere a una estructura ceremónica similar a las encontradas al este de Polinesia. Se llevan a cabo ceremonias en las que se recuerda a los antepasados. En Nauke no aparecen las estructuras de roca destinadas al mismo fin que se pueden observar en el grupo meridional de las Islas Cook, en Tahití y las Islas de la Sociedad.